# Tegeler Plate
De Tegeler Plate is een vuurtoren in het estuarium van de Wezer in het zuidoostelijke deel van de Noordzee (Duitse Bocht).
Als aanvulling op de verbetering van de afgelegen omstandigheden die met de ingebruikneming van de vuurtoren Alte Weser bereikt werd, was de bouw van nog een andere vuurtoren noodzakelijk. Hierbij greep men gelijktijdig de mogelijkheid om het verder binnenwaarts gelegen Lichtschip Bremen aan de kant te halen. Als standplaats werd aan de Tegeler Plate gedacht. De torenschacht en de bovenste verdiepingen van de vuurtoren Tegeler Plate zouden in ruwe staalbouw uitgevoerd worden. De poot van ongeveer 46 meter, maar ook de plaatselijke omstandigheden van ondiep water (dat wil zeggen gemiddeld getijdenwater ongeveer 2,5 m boven de grond), lieten het toe de schacht voor een stuk van 18 meter diep het zand in te spoelen. Daarbij moest dit aanvankelijk het wegspoelen van de schacht beperken en zou de torenkop later met compensatie van afwijkingen erop gezet worden. Na de constructie van de staalbouw in Wilhelmshaven werden torenschacht en de bovenste verdiepingen door een met krachtige pompen uitgerust bergingsvaartuig naar de voorgestelde standplaats gebracht en in het zand ingespoeld. De reeds naar de vuurtoren Alte Weser verlegde stroomkabel werd in de nieuwe toren "doorgelust". De toren werd in 1966 in gebruik genomen en is van meet af aan op afstand bestuurd en onbemand. Alleen voor onderhoudspersoneel werden noodonderkomens voorzien. De voet werd door steenstorting beschermd.
Met deze maatregelen werden twee belangrijke stappen in de verbetering van de Außenweser genomen.

## Externe links

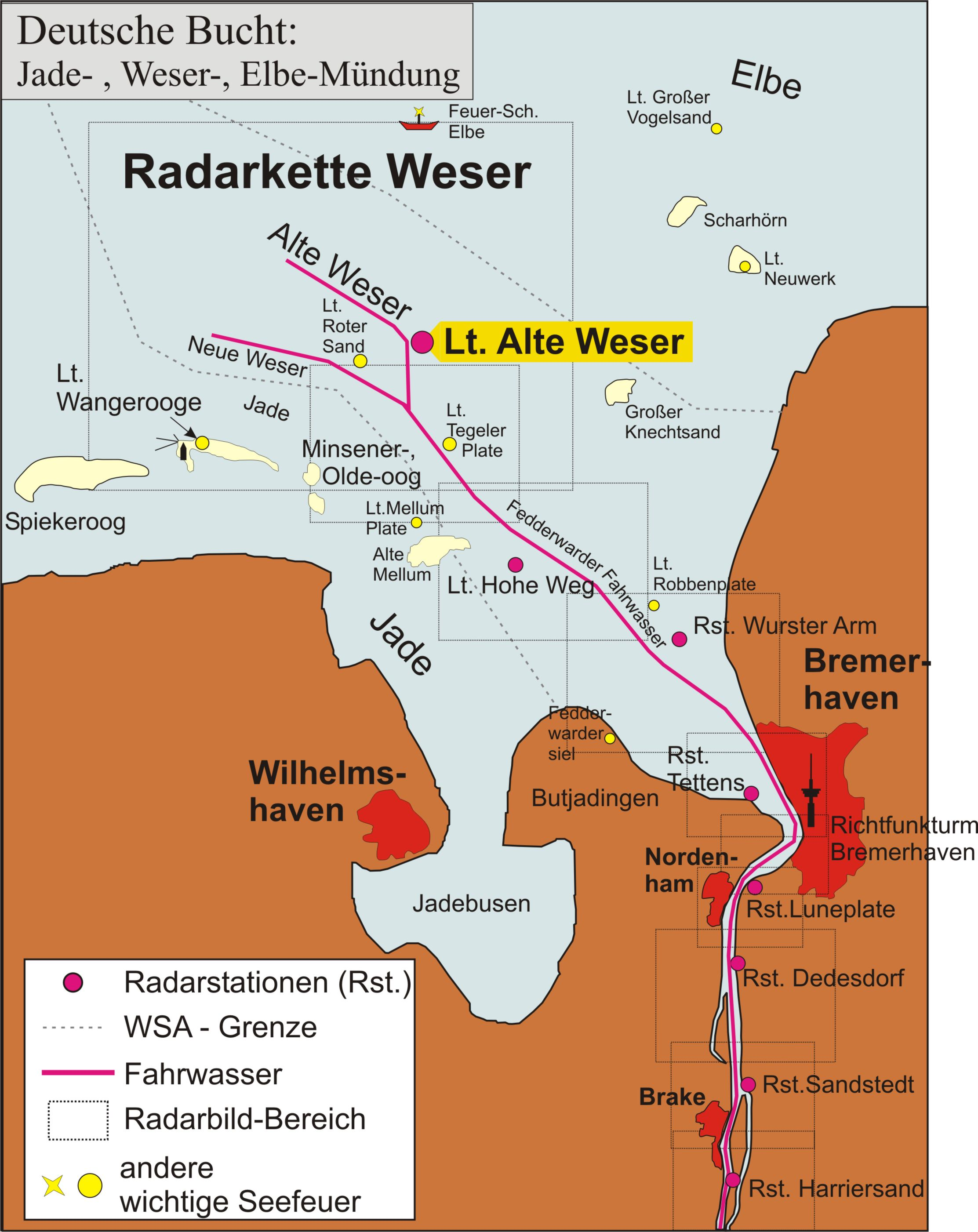
Het gebied van de Tegeler Plate.